# 14593 Еверетт
14593 Еверетт (14593 Everett) — астероїд головного поясу, відкритий 22 вересня 1998 року.
Тіссеранів параметр щодо Юпітера — 3,570.